# Lucius Aurelius Cotta (consul in 119 v.Chr.)
Lucius Aurelius Cotta was een Romeins politicus uit de 2e eeuw v.Chr.
Cotta was praetor in 122 v.Chr. In 119 werd hij consul, samen met Lucius Caecilius Metellus Dalmaticus. Zij hadden dit jaar te maken met Gaius Marius die als volkstribuun een wet introduceerde waarmee de toegangen tot de stemhokjes werden verkleind, zodat de stemmers niet konden worden geïntimideerd door opdringerige achtervolgers die de stemming wilden beïnvloeden. Cotta en zijn collega waren tegen deze wet en riepen Marius op voor de senaat te verschijnen. Marius weigerde en dreigde zelfs de beide consuls gevangen te laten zetten. De wet werd gewoon aangenomen.
Metellus vocht tijdens zijn consulaat in Illyrië en Dalmatië. Het is niet duidelijk of Cotta hier ook bij betrokken was. Van zijn verdere carrière en leven is niets bekend.

## Referentie
- T. Broughton, The magistrates of the Roman Republic Vol. I: 509 BC - 100 BC, Lancaster (Californië) 1951. pp.525-526 ISBN 0891307060